# Patrick Waltz
Jack Richard Waltz (6 de diciembre de 1924 - 13 de agosto de 1972) fue un actor estadounidense de cine y televisión. Apareció en los créditos de su primera película como Philip Shawn.
Waltz nació en Akron, Ohio, el menor de los dos hijos de Frank y Lucy Leona (de soltera Dugan) Waltz. Waltz asistió a la escuela secundaria Coventry.
El 29 de mayo de 1943, a los 18 años, se alistó en el ejército estadounidense y sirvió durante tres años durante la Segunda Guerra Mundial. Fue dado de baja el 7 de abril de 1946. Comenzó su carrera en 1950, protagonizando la película The Sun Sets at Dawn, donde aparece como Philip Shawn. Posteriormente, apareció en Flight Nurse (1953). También apareció en la película de 1954 It Should Happen To You, y ese mismo año interpretó al detective Strauss en The Human Jungle.
Otras apariciones en películas incluyen Until They Sail (1957), Queen of Outer Space (1958), It Happened at the World's Fair (1963), Good Neighbor Sam (1964), The Silencers (1966) y The Devil's Brigade (1968). Apareció como estrella invitada en programas de televisión como 77 Sunset Strip, McHale's Navy, Bat Masterson, Tombstone Territory, 26 Men, Death Valley Days, The Twilight Zone y The Mod Squad

## Vida personal y muerte
Waltz se casó con Phyllis Dolores Showalter el 27 de septiembre de 1941 a través del secretario adjunto de la oficina del juez testamentario del condado de Summit, Ohio, Dean Fay. Waltz tenía 16 años y Showalter cumplía 18 años, pero ambos figuran como de 17. Su edad figura incorrectamente como "17 años el 6 de diciembre de 1940". La licencia se obtuvo el 23 de septiembre de 1941. Hija de Earl W. y Bertie (Calvert) Showalter, sus padres figuran como personas que dieron su consentimiento para su hija, aún menor de edad (17 años), en la solicitud de licencia. Al parecer, la unión no tuvo hijos y terminó en divorcio el 22 de septiembre de 1954. Se casó por segunda vez con su coprotagonista Lisa Davis (de Queen of Outer Space) el 28 de junio de 1958. La pareja tuvo tres hijos. El matrimonio terminó en divorcio en enero de 1971, un año antes del fallecimiento de Waltz a los 47 años.
Waltz murió el 13 de agosto de 1972 "después de una larga enfermedad" en el Providence Saint Joseph Medical Center en Burbank, California, a los 47 años. Le sobreviven tres hijos, sus exesposas, su hermano y su madre.